# Gran Premi Comité Olímpico Nacional
El Gran Premi Comité Olímpico Nacional (en castellà Gran Premio Comité Olímpico Nacional) fou una cursa ciclista d'un dia organitzada a Costa Rica. L'única edició es disputà el 2018 i formava part de l'UCI Amèrica Tour, amb una categoria 1.2.

## Palmarès
| Any  | Vencedor           | Segon              | Tercer                     |
| ---- | ------------------ | ------------------ | -------------------------- |
| 2018 | Óscar Quiroz Ayala | Jonathan Cañaveral | Nicolás Paredes Avellaneda |